# GP van Portugal MX1 2006
De Grote Prijs van Portugal 2006 in de MX1-klasse motorcross werd gehouden op 23 april 2006 op het circuit van Águeda. Het was de derde Grote Prijs van het wereldkampioenschap en meteen ook de derde overwinning voor Stefan Everts, de negentigste GP-zege uit zijn carrière. Hij won beide reeksen en verstevigde daarmee vanzelfsprekend zijn leiderspositie in het wereldkampioenschap.
De sterkste tegenstand kwam in de eerste reeks van de Fransman Sébastien Tortelli, die erin slaagde om Everts voorbij te steken maar even later opnieuw werd gepasseerd. Bij een ultieme poging om de leiding te veroveren in de voorlaatste ronde viel Tortelli, maar hij kon toch nog als tweede eindigen vóór de verrassende Ken De Dijcker.
In de tweede reeks was Tortelli de snelste starter, maar Everts passeerde hem al in de tweede ronde. Tortelli viel opnieuw in deze reeks en werd naar het ziekenhuis gebracht, waar een ontwricht dijbeen werd vastgesteld. Ook Steve Ramon viel vroeg in de tweede reeks uit.
In de eindstand werd Everts op het podium geflankeerd door de Spanjaard Jonathan Barragán en de Belg Kevin Strijbos.

## Uitslag eerste reeks
| Plaats | Naam               | Land |
| ------ | ------------------ | ---- |
| 1      | Stefan Everts      | BEL  |
| 2      | Sébastien Tortelli | FRA  |
| 3      | Ken De Dycker      | BEL  |
| 4      | Kevin Strijbos     | BEL  |
| 5      | Jonathan Barragán  | ESP  |
| 6      | Tanel Leok         | EST  |
| 7      | Steve Ramon        | BEL  |
| 8      | James Noble        | GBR  |
| 9      | Cédric Melotte     | BEL  |
| 10     | Stephen Sword      | GBR  |

## Uitslag tweede reeks
| Plaats | Naam              | Land |
| ------ | ----------------- | ---- |
| 1      | Stefan Everts     | BEL  |
| 2      | Jonathan Barragán | ESP  |
| 3      | Kevin Strijbos    | BEL  |
| 4      | Tanel Leok        | EST  |
| 5      | Ken De Dycker     | BEL  |
| 6      | Manuel Priem      | BEL  |
| 7      | Julien Bill       | SUI  |
| 8      | Pascal Leuret     | FRA  |
| 9      | Wyatt Avis        | RSA  |
| 10     | Antti Pyrhönen    | FIN  |

## Eindstand Grote Prijs
| Plaats | Naam                  | Land | Punten |
| ------ | --------------------- | ---- | ------ |
| 1      | Stefan Everts         | BEL  | 50     |
| 2      | Jonathan Barragán     | ESP  | 38     |
| 3      | Kevin Strijbos        | BEL  | 38     |
| 4      | Ken De Dycker         | BEL  | 36     |
| 5      | Tanel Leok            | EST  | 33     |
| 6      | Manuel Priem          | BEL  | 23     |
| 7      | Sébastien Tortelli    | FRA  | 22     |
| 8      | Francisco García Vico | ESP  | 20     |
| 9      | Pascal Leuret         | FRA  | 19     |
| 10     | Julien Bill           | SUI  | 18     |

## Tussenstand wereldkampioenschap
| Plaats | Naam                  | Land | Punten |
| ------ | --------------------- | ---- | ------ |
| 1      | Stefan Everts         | BEL  | 142    |
| 2      | Tanel Leok            | EST  | 115    |
| 3      | Sébastien Tortelli    | FRA  | 99     |
| 4      | Kevin Strijbos        | BEL  | 98     |
| 5      | Jonathan Barragán     | ESP  | 97     |
| 6      | Ken De Dycker         | BEL  | 97     |
| 7      | Steve Ramon           | BEL  | 83     |
| 8      | Cédric Melotte        | BEL  | 66     |
| 9      | Pascal Leuret         | FRA  | 65     |
| 10     | Manuel Priem          | BEL  | 53     |
| 11     | Stephen Sword         | GBR  | 51     |
| 12     | Francisco García Vico | ESP  | 44     |
| 13     | James Noble           | GBR  | 42     |
| 14     | Antti Pyrhönen        | FIN  | 41     |
| 15     | Julien Bill           | SUI  | 39     |
| 16     | Marvin Van Daele      | BEL  | 30     |
| 17     | Brian Jørgensen       | DEN  | 27     |
| 18     | Danny Theybers        | BEL  | 25     |
| 19     | Wyatt Avis            | RSA  | 18     |
| 20     | Gordon Crockard       | IRL  | 16     |